# Selección de fútbol de Groenlandia
La selección nacional de fútbol de Groenlandia es el representativo de esta isla. Groenlandia fue un miembro provisional de la ya disuelta International Football Union, cuyo representante es la Asociación de Fútbol de Groenlandia. Aún no se ha confirmado su membresía con la FIFA, aunque en mayo de 2024 solicitó su incorporación a la CONCACAF. Participa en las ediciones de los Juegos de las Islas.
La reciente aprobación de FieldTurf por la FIFA puede permitir a Groenlandia usar campos con las normas FIFA y jugar partidos internacionales. Se podría afiliar a la UEFA (es uno de los países constituyentes del Reino de Dinamarca junto a las Islas Feroe y la propia Dinamarca) o a la CONCACAF (geográficamente, Groenlandia forma parte de América del Norte). El primer césped artificial en Groenlandia fue terminado e inaugurado en Qaqortoq en septiembre de 2009.
El 13 de septiembre de 2010 el presidente de la FIFA, Joseph Blatter llegó a Qaqortoq, Groenlandia y anunció la aprobación de la FIFA del nuevo campo, que es visto como un paso importante hacía que el país obtenga la membresía FIFA.
En junio de 2025, la Concacaf rechazó la solicitud de ingreso de Groenlandia a la misma. El presidente de la Asociación de fútbol de Groenlandia Kenneth Kleist mencionó que recibido una corta carta del secretario general, Philippe Moggio, rechazando la solicitud de ingresar en la Confederación como el miembro número 42.

## Estadísticas

### Copa de Groenlandia
| Copa de Groenlandia | Copa de Groenlandia | Copa de Groenlandia | Copa de Groenlandia | Copa de Groenlandia | Copa de Groenlandia | Copa de Groenlandia | Copa de Groenlandia |
| Año                 | Ronda               | J                   | G                   | E                   | P                   | GF                  | GC                  |
| ------------------- | ------------------- | ------------------- | ------------------- | ------------------- | ------------------- | ------------------- | ------------------- |
| 1980                | Tercer lugar        | 2                   | 0                   | 0                   | 2                   | 1                   | 10                  |
| 1983                | Subcampeón          | 2                   | 0                   | 1                   | 1                   | 2                   | 3                   |
| 1983                | Tercer lugar        | 2                   | 0                   | 0                   | 2                   | 0                   | 2                   |
| Total               | 3/3                 | 6                   | 0                   | 1                   | 5                   | 3                   | 15                  |

### Juegos de las Islas
| Juegos de las Islas | Juegos de las Islas | Juegos de las Islas | Juegos de las Islas | Juegos de las Islas | Juegos de las Islas | Juegos de las Islas | Juegos de las Islas |
| Año                 | Ronda               | J                   | G                   | E                   | P                   | GF                  | GC                  |
| ------------------- | ------------------- | ------------------- | ------------------- | ------------------- | ------------------- | ------------------- | ------------------- |
| 1989                | Cuarto lugar        | 4                   | 1                   | 0                   | 3                   | 4                   | 8                   |
| 1991                | Octavo lugar        | 4                   | 0                   | 0                   | 4                   | 8                   | 15                  |
| 1993                | Cuarto lugar        | 4                   | 2                   | 0                   | 2                   | 9                   | 6                   |
| 1995                | Cuarto lugar        | 5                   | 2                   | 0                   | 3                   | 10                  | 10                  |
| 1997                | Noveno lugar        | 4                   | 0                   | 1                   | 3                   | 3                   | 9                   |
| 1999                | Octavo lugar        | 5                   | 2                   | 0                   | 3                   | 11                  | 18                  |
| 2001                | Noveno lugar        | 4                   | 2                   | 1                   | 1                   | 6                   | 2                   |
| 2003                | Décimo Lugar        | 5                   | 3                   | 0                   | 2                   | 22                  | 5                   |
| 2005                | Octavo Lugar        | 5                   | 1                   | 2                   | 2                   | 8                   | 14                  |
| 2007                | No Participó        | No Participó        | No Participó        | No Participó        | No Participó        | No Participó        | No Participó        |
| 2009                | Noveno Lugar        | 4                   | 1                   | 0                   | 3                   | 8                   | 15                  |
| 2011                | Undécimo Lugar      | 4                   | 1                   | 0                   | 3                   | 5                   | 7                   |
| 2013                | Subcampeón          | 4                   | 2                   | 0                   | 2                   | 21                  | 4                   |
| 2015                | Quinto Lugar        | 4                   | 3                   | 1                   | 0                   | 8                   | 4                   |
| 2017                | Subcampeón          | 5                   | 2                   | 2                   | 1                   | 7                   | 9                   |
| 2019                | No Participó        | No Participó        | No Participó        | No Participó        | No Participó        | No Participó        | No Participó        |
| 2023                | Octavo Lugar        | 4                   | 1                   | 1                   | 2                   | 7                   | 10                  |
| Total               | 15/16               | 65                  | 23                  | 8                   | 34                  | 137                 | 136                 |

### FIFI Wild Cup
| FIFI Wild Cup | FIFI Wild Cup  | FIFI Wild Cup | FIFI Wild Cup | FIFI Wild Cup | FIFI Wild Cup | FIFI Wild Cup | FIFI Wild Cup |
| Año           | Ronda          | J             | G             | E             | P             | GF            | GC            |
| ------------- | -------------- | ------------- | ------------- | ------------- | ------------- | ------------- | ------------- |
| 2006          | Fase de grupos | 2             | 0             | 0             | 2             | 2             | 5             |
| Total         | 1/1            | 2             | 0             | 0             | 2             | 2             | 5             |

## Últimos partidos y próximos encuentros
Actualizado al último partido jugado el 1 de junio de 2024
| Fecha      | Ciudad        | Local        | Resultado | Visitante     | Competición              |
| ---------- | ------------- | ------------ | --------- | ------------- | ------------------------ |
| 09-07-2023 | Saint Samsaon | Groenlandia  | 2:2       | Islas Orcadas | Juegos de las Islas 2023 |
| 09-07-2023 | Saint Samsaon | Groenlandia  | 2:0       | Frøya         | Juegos de las Islas 2023 |
| 11-07-2023 | Saint Samsaon | Groenlandia  | 2:3       | Bermudas      | Juegos de las Islas 2023 |
| 13-07-2023 | Saint Samsaon | Groenlandia  | 1:5       | Shetland      | Juegos de las Islas 2023 |
| 01-06-2024 | Antalya       | Turkmenistán | 5:0       | Groenlandia   | Partido amistoso         |

## Jugadores
| #       | Nombre                 | Posición      | Edad    | Partidos jugados | Goles | Club                 |
| ------- | ---------------------- | ------------- | ------- | ---------------- | ----- | -------------------- |
| 1       | Jakob Kaas             | Portero       | 41 años | 2                | 0     | Agente Libre         |
| 16      | Loqe Svane             | Portero       | 42 años | 3                | 0     | B-67                 |
| 23      | Anders Cortzen         | Portero       | 42 años | 2                | 0     | Nagdlunguaq-48       |
| 2       | Antuuaraq Enoksen      | Defensa       | 42 años | 2                | 0     | Agente Libre         |
| 3       | Aputsiaq Birch         | Defensa       | 40 años | 4                | 0     | B-67                 |
| 4       | Fran Anguita           | Defensa       | 22 años | 18               | 8     | Aarhus Fremad        |
| 5       | Anders H. Petersen     | Defensa       | 44 años | 2                | 0     | B-67                 |
| 13      | Jim Degn Olsvig        | Defensa       | 43 años | 3                | 0     | Nagdlunguaq-48       |
| 18      | Jens Jacobsen          | Defensa       | 42 años | 2                | 0     | Nagdlunguaq-48       |
| 20      | Jens Knud Lennert      | Defensa       | 38 años | 0                | 0     | Kissaviarsuk-33      |
| 21      | Geoff Ghirardelli      | Delantero     | 36 años | 3                | 5     | Vecindario           |
| 6       | Rene Overballe         | Mediocampista | 45 años | 4                | 0     | Frederikshavn fI     |
| 7       | Gazza Zeeb             | Mediocampista | 39 años | 2                | 0     | Agente Libre         |
| 8       | John Eldevig           | Mediocampista | 51 años | 4                | 0     | B-67                 |
| 10      | Maasi Maqe             | Mediocampista | 37 años | 4                | 0     | B-67                 |
| 14      | Lars-Niels Bertherlsen | Mediocampista | 43 años | 3                | 0     | B-67                 |
| 17      | Aputsiaq Hansen        | Mediocampista | 42 años | 2                | 0     | Kissaviarsuk-33      |
| 19      | Kaali Matthaeussen     | Mediocampista | 37 años | 4                | 1     | Nagdlunguaq-48       |
| 9       | Joorsi Skade           | Delantero     | 43 años | 1                | 0     | Frederikshavn fI     |
| 11      | Peri Fleischer         | Delantero     | 43 años | 4                | 2     | Kugsak-45            |
| 12      | Hans Knudsen           | Delantero     | 46 años | 4                | 1     | Kissaviarsuk-33      |
| 15      | Pavia Mølgaard         | Delantero     | 43 años | 2                | 4     | Kugsak-45            |
| 22      | Raheen Smalzer         | Delantero     | 39 años | 2                | 4     | FC Malamuk           |
| Técnico | Jens Tang Olesen       |               |         |                  |       | Bandera de Dinamarca |

## Patrocinadores
- Macron
- Air Greenland
- Arla Foods
- Pilersuisoq
- Coca-Cola
- Brugsen
- H.A.P's Agentur
- NunaFonden
- Paarisa